# Spilogona griseola
Spilogona griseola är en tvåvingeart som först beskrevs av Collin 1930.  Spilogona griseola ingår i släktet Spilogona och familjen husflugor. Arten är reproducerande i Sverige. Inga underarter finns listade i Catalogue of Life.